# Demografía de Kenia

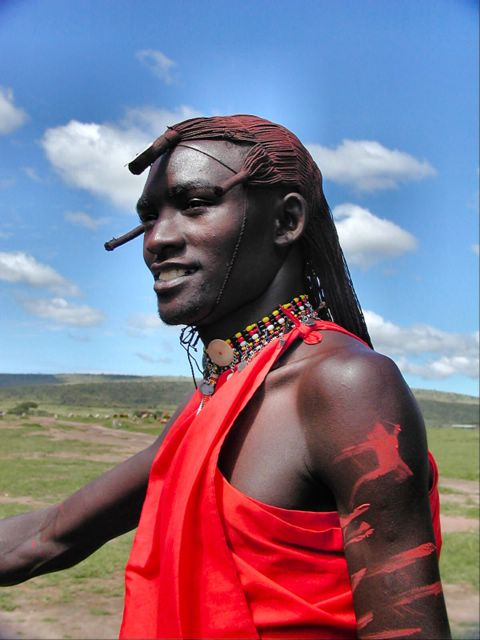
Un Masái.

Kenia es un estado multiétnico al sur de la región de los Grandes lagos del África oriental. La población total en el año 2011 se estima en 41 millones de habitantes. 
Los idiomas oficiales son: el inglés y el suajili. La esperanza de vida es de 55 años. El promedio de hijos por mujer es de 4,82. El 85,1% de la población está alfabetizada.
Los grupos étnicos son kĩkũyũ (22%), luhya (14%), luo (13%), kalenjin (15%), kamba (11%), kisii (6%), meru (6%), otros grupos africanos (12%).
La población de Kenia, según el censo de 2019, fue de 47,6 millones, en comparación con los 38,6 millones de habitantes de 2009, los 30,7 millones de 1999, los 21,4 millones de 1989 y los 15,3 millones de 1979. Esto representó un aumento de 2,5 veces en 30 años, o una tasa de crecimiento promedio de más del 3 % anual debido a la alta tasa de natalidad.
Kenia es un país de gran diversidad étnica. La tensión entre las distintas etnias ha sido una de las principales fuentes de conflictos en el país. A comienzos de los años 1990, disturbios interétnicos provocaron la muerte de miles de personas y dejaron a decenas de miles sin hogar. Fue precisamente esta división étnica la que permitió al antiguo presidente Daniel Arap Moi, en el poder de 1978 a 2002, mantenerse gobernando durante cuatro mandatos consecutivos.
La cultura de Kenia es muy diversa, dadas las enormes diferencias entre los distintos grupos étnicos que conviven en el país. La influencia de la colonización británica se manifiesta sobre todo en el uso extendido de la lengua inglesa en los ámbitos tanto comercial como cultural. De hecho, a diferencia de la vecina Tanzania, la mayoría de los kenianos que tienen al suajili como lengua materna pueden expresarse con fluidez en inglés. Según datos de la ONU su población total era de 47.558.296 habitantes tomando datos del censo de 2019.
Algunos autores, como Rocha Chimera, han hecho del suajili su lengua literaria. Ngugi wa Thiongo comenzó escribiendo en inglés, pero en la actualidad escribe principalmente en kikuyu. Otros escritores importantes, son Meja Mwangi, M. G. Vassanji, Grace Ogot, Wahome Muthahi y Binyavanga Wainana, ganador del premio Caine del año 2002.

## Perfil demográfico
Kenia ha experimentado un dramático crecimiento de la población desde mediados del siglo XX como resultado de su elevada tasa de natalidad y su decreciente tasa de mortalidad. Más del 40% de los kenianos son menores de 15 años debido a la alta fertilidad sostenida, el matrimonio y la maternidad tempranos y la necesidad insatisfecha de planificación familiar. El rápido y persistente crecimiento demográfico de Kenia pone a prueba el mercado laboral, los servicios sociales, la tierra cultivable y los recursos naturales. Aunque en 1967 Kenia fue el primer país subsahariano en lanzar un programa nacional de planificación familiar, los avances en la reducción de la tasa de natalidad se han estancado en gran medida desde finales de la década de 1990, cuando el gobierno redujo su apoyo a la planificación familiar para centrarse en la epidemia del VIH. El compromiso del gobierno y el apoyo técnico internacional impulsaron el uso de anticonceptivos en Kenia, reduciendo la tasa de fertilidad [cita requerida](hijos por mujer) de unos 8 a finales de la década de 1970 a menos de 5 hijos veinte años después, pero se ha estancado en poco más de 3 hijos en la actualidad.
Kenia es una fuente de emigrantes y un país de acogida de refugiados. En las décadas de 1960 y 1970, los kenianos cursaron estudios superiores en el Reino Unido debido a los vínculos coloniales, pero al endurecerse las normas de inmigración británicas, Estados Unidos, la entonces Unión Soviética y Canadá se convirtieron en destinos de estudio atractivos. El estancamiento de la economía keniana y los problemas políticos de los años 80 y 90 provocaron una avalancha de estudiantes y profesionales kenianos que buscaban oportunidades permanentes en el oeste y el sur de África. No obstante, la relativa estabilidad de Kenia desde su independencia en 1963 ha[cita requerida] atraído a cientos de miles de refugiados que escapan de los conflictos violentos en los países vecinos; Kenia acoge a más de 300.000 refugiados somalíes en abril de 2017.

## Grupos étnicos
- Kĩkũyũ 22%
- Luhya 14%
- Luo 13%
- Kalenjin 15%
- Kamba 11%
- Kisii 6%
- Meru 6%
- Otros grupos africanos 12%
- No africanos (asiáticos, europeos y árabes) 1%

## Evolución demográfica
- 1890- 1 millón.
- 1900- 1,4 millones.
- 1910- 1,8 millones.
- 1920- 2,5 millones.
- 1930- 3,4 millones.
- 1940- 4,6 millones.
- 1950- 6,3 millones.
- 1960- 8,1 millones.
- 1970- 11,5 millones.
- 1980- 16,6 millones.
- 1990- 24,4 millones.
- 2000- 30 millones.
- 2011- 41 millones.

## Estadísticas de población
Las siguientes estadísticas demográficas provienen del CIA World Factbook, salvo en los casos indicados:
La población total se ha estimado en 41,07 millones en julio de 2011, con la siguiente estructura de edad:
- 0–14 años: 42,3% (hombres 8.300.393/mujeres 8.181.898)
- 15–64 años: 55,1% (hombres 10.784.119/mujeres 10.702.999)
- más de 65 años: 2,6% (hombres 470.218/mujeres 563.145)

La tasa de crecimiento de la población se calcula en un 2,69% anual, con una tasa de nacimientos de 36,64 por cada 1000 habitantes y una tasa de fallecimientos de 9,72/1.000 habitantes.
La relación de sexos en 2006 se estimó en:
- al nacimiento: 1,02 hombre(s)/mujer
- menos de 16: 1,02 hombre(s)/mujer
- 16–64 años: ? hombre(s)/mujer

Como viene a ser la nota dominante en la demografía de África, Kenia sufre una plaga de mortalidad infantil, baja esperanza de vida, malnutrición (32% de la población) y Sida.
Y aunque estos factores mantienen su gravedad, se aprecia una tendencia a la mejoría en el periodo de 2006 a 2010: la mortalidad infantil se cifró en 59,26 fallecimientos por cada 1000 nacimientos en 2006, y descendió hasta los 54,7 por 1000 en 2010. La esperanza de vida era de 48,9 años en 2006, y aumentó hasta los 57,9 años en 2010. La tasa de fertilidad ha disminuido ligeramente desde 4,91 nacimientos por mujer en 2006, hasta un valor de 4,38 en la estimación de 2010.
El índice de alfabetización (habitantes de 7 o más años que saben leer y escribir) alcanzaba el 85,1% en 2003 (hombres: 90,6%, mujeres: 79,7%

## Religión o creencia
La mayoría de su población es cristiana, el 45% se identifica como protestante, en este caso existen comunidades anglicanas, luteranas, presbiterianas, metodistas, evangélicas y asambleas de Dios, le siguen los católicos con el 33%. 
Los Testigos de Jehová también están presentes en Kenia  desde 1931 y cuentan actualmente con más de 28.000 ministros. 
Los musulmanes representan el 10% y las religiones tradicionales el 10%. Otras religiones incluyen el hinduismo, el jainismo y la fe bahá'í (2%). Budismo 0.3 %, otras religiones 2 %. 
Nota: La gran mayoría de los kenianos profesa la religión cristiana, sin embargo las estimaciones del porcentaje de la población que se adhiere al islamismo o a creencias locales admite grandes variaciones.